# Nuevo Carmen Tonapac
Nuevo Carmen Tonapac är en ort i Mexiko.   Den ligger i kommunen Chiapa de Corzo och delstaten Chiapas, i den sydöstra delen av landet, 700 km öster om huvudstaden Mexico City. Nuevo Carmen Tonapac ligger 550 meter över havet och antalet invånare är 1 010.
Terrängen runt Nuevo Carmen Tonapac är varierad. Runt Nuevo Carmen Tonapac är det ganska tätbefolkat, med 58 invånare per kvadratkilometer. Närmaste större samhälle är Tuxtla Gutiérrez, 18,2 km väster om Nuevo Carmen Tonapac. Omgivningarna runt Nuevo Carmen Tonapac är en mosaik av jordbruksmark och naturlig växtlighet.